# 해너 허텔렌디
해나 허틀렌디(Hanna Hertelendy, 1919년 10월 5일 ~ 2008년 5월 15일)는 미국의 배우이다.
부다페스트에서 태어났으며 웨스트할리우드에서 병으로 사망하였다.

## 영화
- 링 오브 스틸 (1994년)
- 네버 포겟 (1991년)
- 하나를 위한 삼중주 (1984, Micki & Maude)
- 들판의 크리스마스 백합들 (1979년)
- 몬스터 (1979년)
- 찬스 (1979년)
- 거스 (1976년)
- 2분 경고 (1976년)
- 공포의 추적자 (1971년)
- 로즈메리의 아기 (1968년) - 그레이스 카디프 역
- 전격 후린트 특공작전 (1967년)
- 할로우 (1965년)